# Lluís Graner i Arrufí
Lluís Graner i Arrufí (Barcelona, 5 de febrer de 1863 - Barcelona, 7 de maig de 1929) fou un pintor realista català, director artístic i empresari teatral. Després d'assolir notables èxits en la pintura, va reconvertir la seva carrera al disseny d'il·luminació d'espectacles teatrals i va desenvolupar el gènere de teatre líric català de les "visiones musicals".
Fou propietari de la sala Mercè, a la Rambla de Barcelona, on va instaurar la primera temporada estable de sessions de cinematògraf i visiones musicals. Al 1905 guanyà el concurs d'arrendament del teatre Principal de Barcelona, on va instal·lar l'empresa d'Espectacles-Audicions Graner. Sota la seva direcció artística es van estrenar notables obres del teatre líric català, com La santa espina, d'Enric Morera i Àngel Guimerà.

## Formació i activitat pictòrica

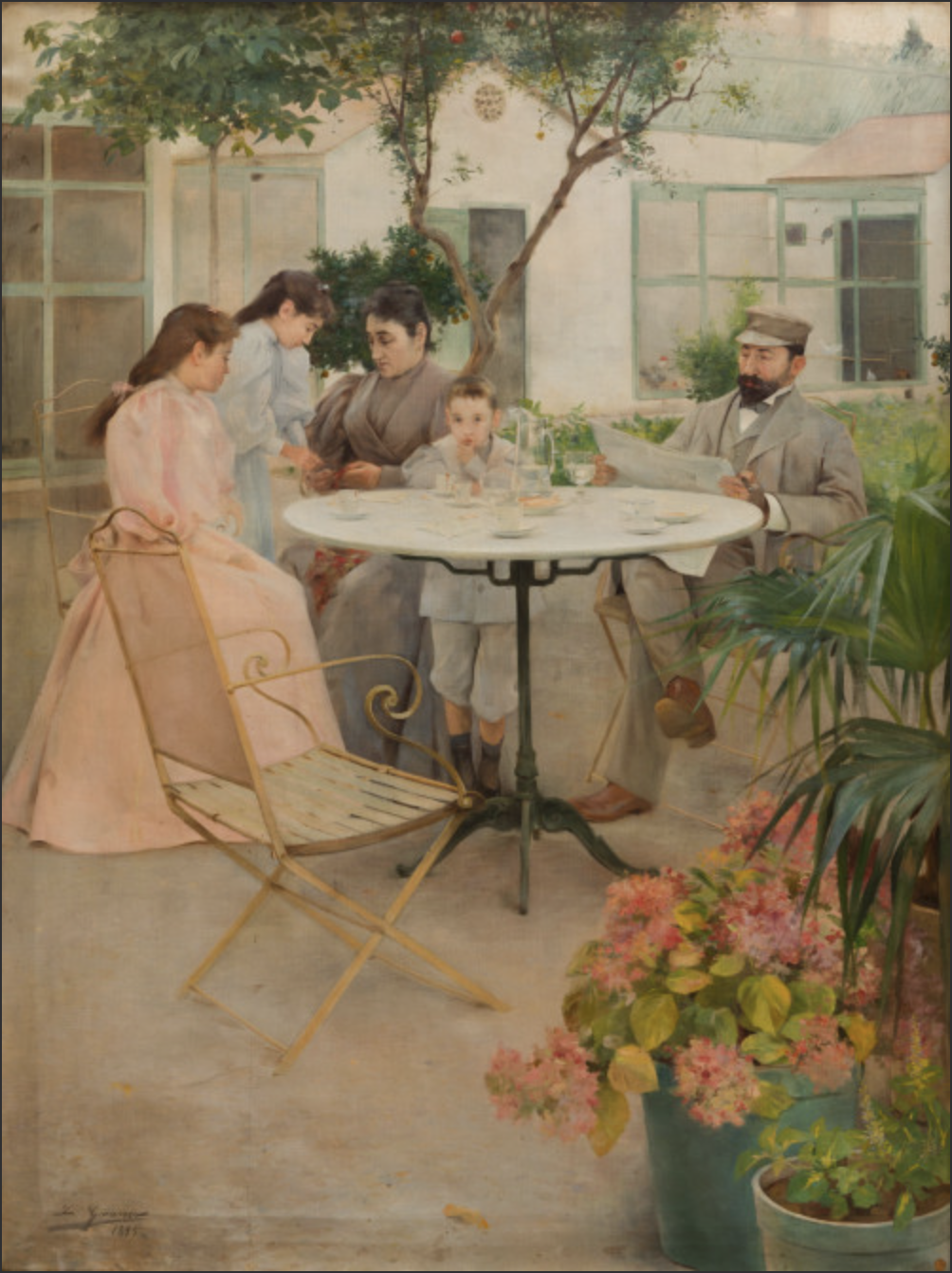
Família al jardí. 1885. 1663 x 121. Museu de Belles Arts de València.

Va néixer al carrer de Jerusalem de Barcelona, fill del confiter Salvador Graner i Murlà, natural de Sarrià, i de Tersa Arrufí i Gabarró, natural de Barcelona. Va estudiar a l'Escola de la Llotja des de 1883, i hi va tenir l'Antoni Caba com a mestre de colorit i Benet Mercadé com a professor de dibuix. Posteriorment, Joaquim Mir i Trinxet començaria a estudiar pintura sota les ordres de Lluís Graner, qui el va iniciar en el gènere del paisatge.
En el seu últim any acadèmic aconseguí una beca per anar pensionat a Madrid, on copià i estudià els mestres del Museu del Prado. Després d'això, marxà a París pensionat per la diputació, des d'on exposà sovint a la capital catalana. Es va fer membre de Societat Nacional de Belles Arts de França. Més endavant tornà a Barcelona però continuà exposant per diferent ciutats de tot Europa com Berlín, París, Madrid, Múnic, Düsseldorf i d'altres. L'any 1895 presidí el Cercle Artístic de Barcelona.

## Lluís Graner com a empresari teatral

### Les visions musicals

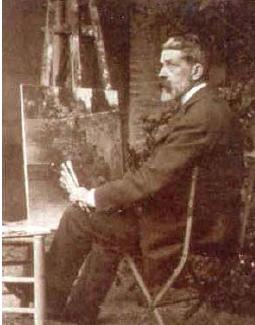
Fotografia de Lluís Graner pintant al seu estudi.

Influït per les teories sobre l'art total, decidí abandonar la pintura l'any 1904 per a oferir uns espectacles que esdevinguessin una síntesi on intervinguessin totes les arts. Va començar, ja als 40 anys d'edat, a aprendre a tocar el piano i a llegir música. El seu interès pels clarobscurs a la pintura va traslladar-se a l'experimentació amb la il·luminació elèctrica a l'escena teatral. Com a director artístic dels seus espectacles teatrals, va experimentar amb la barreja de colors i intensitats a la il·luminació escènica i amb la recreació de fenòmens de la naturalesa a l'escenari, del que és un clar exemple el cas de La matinada, obra encarregada a Felip Pedrell, que recrea la sortida del sol a escena a través de la incrementació de la il·luminació.
De la mà d'Adrià Gual com a director escènic de les seves empreses teatrals, va recuperar la teoria de la "cançó popular harmonitzada per a l'escena" que el dramaturg havia assajat al 1897 amb Blancaflor i va adaptar-la per presentar la seva pròpia proposta de les "visions musicals". Aquest gènere de teatre líric català pretenia escenificar peces provinents del folklore català (cançons, llegendes i rondalles) com a espectacles de breu durada, estètica simbolista i gran impacte i suggestió visual. Aquestes "visions musicals" van ser el principal repertori escènic de la sala Mercè i el seu èxit van fer a Lluís Graner llogar el teatre Principal de Barcelona quan va sortir a concurs el 1905 per poder allotjar més públic als seus espectacles.

### La sala Mercè

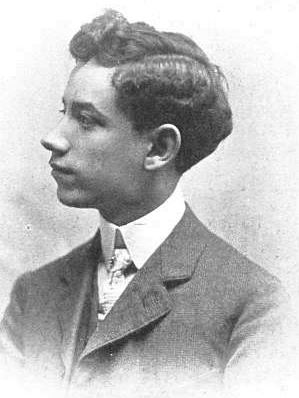
Joan B. Lambert, primer pianista de la sala Mercè.

La sala Mercè, el primer espai teatral dirigit per Graner, en qualitat d'empresari, propietari i director artístic, va ser inaugurada el 1904. Estava ubidada a l'actual Rambla, a prop de plaça Catalunya, i el disseny de l'espai va ser encarregat a Gaudí. Era una sala d'espectacles que havia de combinar diversos llenguatges artístics, des del cinematògraf als diorames i atraccions visuals ubicades a les grutes de la sala Mercè. Des de la seva obertura va comptar amb la col·laboració d'importants personatges relacionats amb la cultura catalana del moment: Antoni Gaudí, Adrià Gual, Salvador Alarma, Enric Morera, Josep Carner, Joan B. Lambert i molts d'altres es vincularen, en diversos moments de la seva història i en diversos graus d'intensitat amb el projecte del pintor Graner.
El projecte va funcionar entre 1904 i 1910, quan Graner va anunciar el traspàs del negoci.

### Els Espectacles-Audicions Graner
La principal empresa teatral de Lluís Graner, però, va ser la instal·lada al teatre Principal de Barcelona sota el nom de "Espectacles-Audicions Graner". Iniciada al 1905, la primera temporada va basar-se principalment en visions musicals, gènere predilecte de l'empresari que va definir la marca de l'empresa i va diferenciar-la d'altres propostes i ofertes teatrals, com ara la del teatre Romea. Durant els anys d'activitat dels Espectacles-Audicions Graner, el Principal i el Romea van competir com els dos "teatres catalans" de la ciutat.

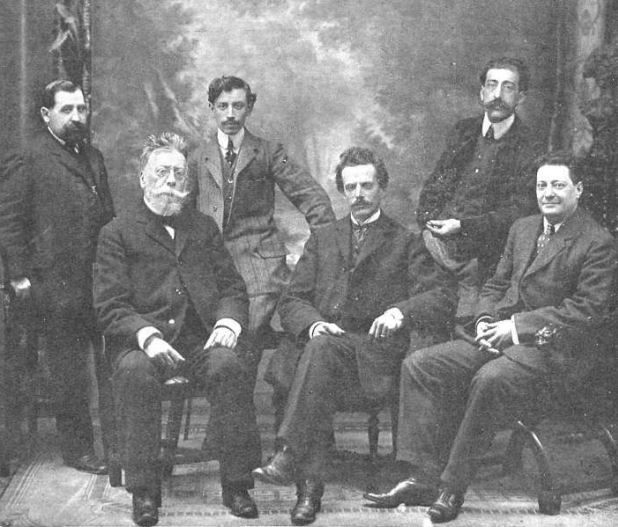
L'equip creatiu de La reina vella, estrenada als Espectacles-Audicions Graner, entre els quals destaquem als autors Àngel Guimerà i Enric Morera, i als directors musical Joan B. Lambert i escènic Enric Giménez.

Les següents temporades dels espectacles-audicions, a més de visions musicals, van incloure també altres gèneres de teatre líric, com ara drames lírics, traduccions de comèdies musicals franceses i fins i tot alguna òpera. Per tant, va concentrar totes les propostes del catalanisme relatives al teatre líric català durant els seus anys d'activitat. A més, oferia abonaments a sessions extraordinàries de teatre declamat i concerts, i cada sessió de teatre combinava la representació escènica amb projeccions de curts cinematogràfics.

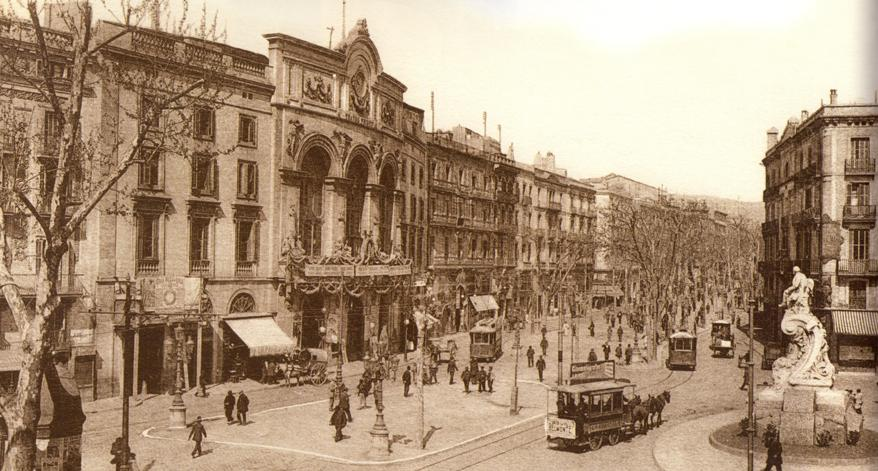
El teatre Principal de Barcelona durant l'època dels Espectacles-Audicions Graner.

Després de tres temporades i grans èxits a cartellera com ara El comte l'Arnau, La presó de Lleida, La santa espina o La reina vella, Lluís Graner va deixar la direcció artística de l'empresa per marxar a Amèrica i tornar a treballar com a pintor. Graner havia fet fallida econòmica degut a la seva empresa al teatre Principal, que oferia uns espectacles de naturalesa deficitària degut a l'alta inversió del pintor per oferir espectacles de qualitat a baixos preus i l'obligà a sobreviure econòmicament realitzant retrats per encàrrec.

## Migració a Amèrica i final de la seva vida
Més endavant se'n va anar a viure a l'Havana i després a Nova York, viatjant després per tota Amèrica fins a Santiago de Xile, Buenos Aires i Rio de Janeiro. Durant aquest temps sobreviu dels diners que li envien els seus amics. Tornà a Barcelona el 1928, realitzà una exposició a l'Hotel Ritz, i morí el 1929.
Entre les obres d'aquest autor, hom pot admirar Forja o La Ferreria (1894) a la Biblioteca Museu Víctor Balaguer, obra en dipòsit del Museu Nacional d'Art de Catalunya.

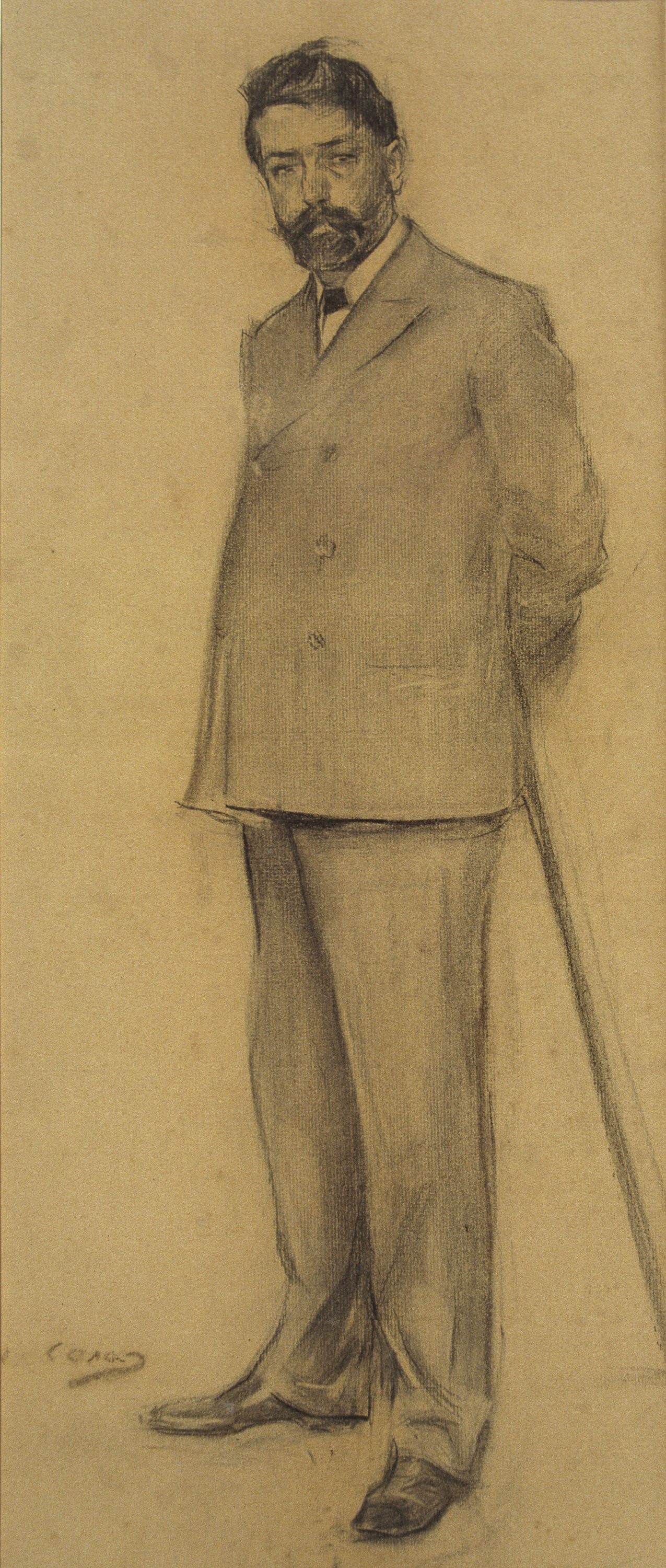
Lluís Graner, per Ramon Casas

## Premis i reconeixements
- 1888- Tercera medalla a l'Exposició Universal de Barcelona.
- 1889- Tercera medalla a l'Exposició Universal de París.
  - 1894 - Premio extraordinario de la Reina Regente en la Exposición General de Bellas Artes de Barcelona.
  - 1895 y 1901 - Medallas en las Exposiciones Nacionales.
- 1907- Medalla d'or de l'Ajuntament de Barcelona a la sala Mercè i als Espectacles-Audicions Graner com a millors cinematògrafs i sales d'espectacles.

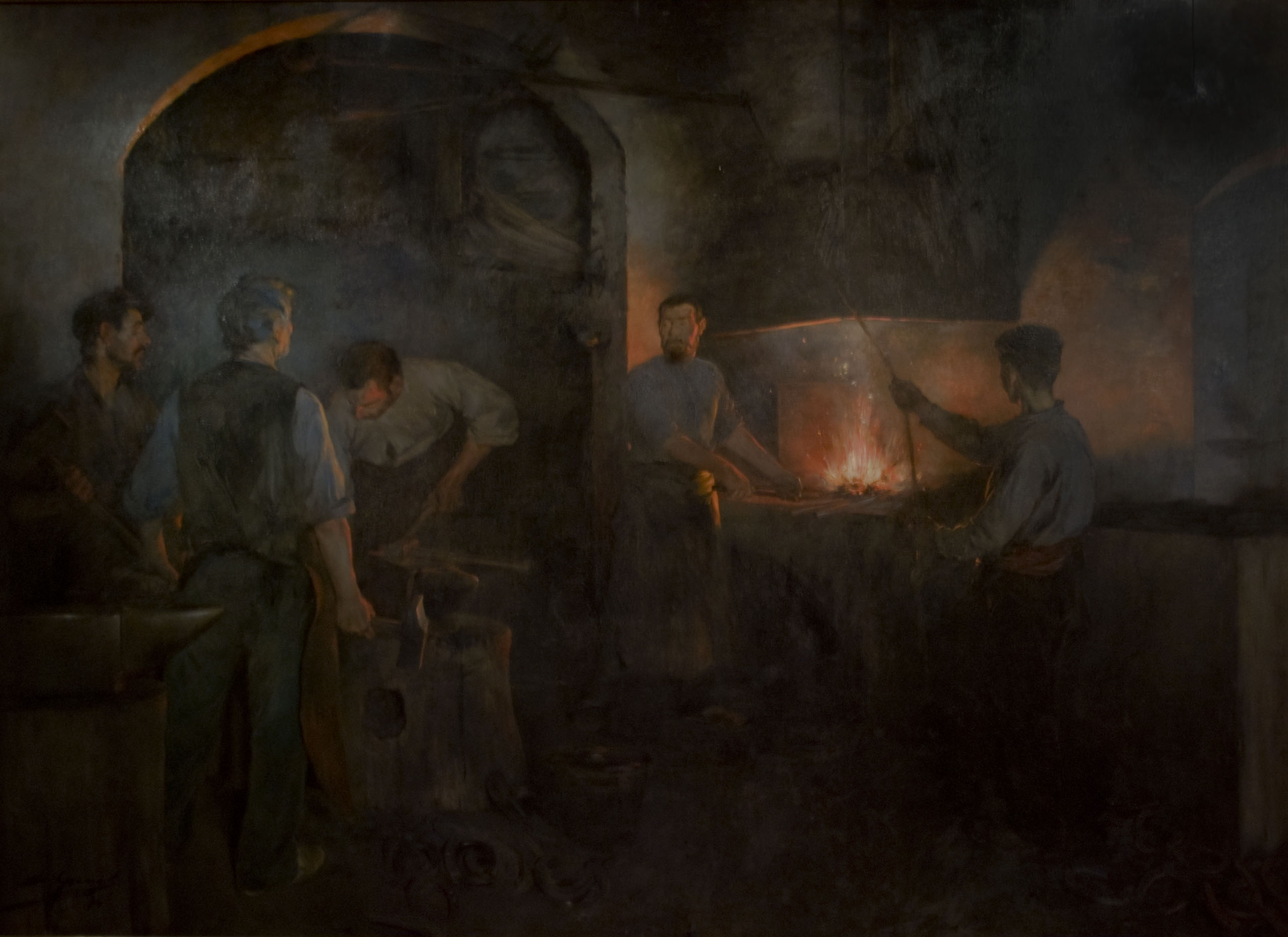
Forja o La Ferreria
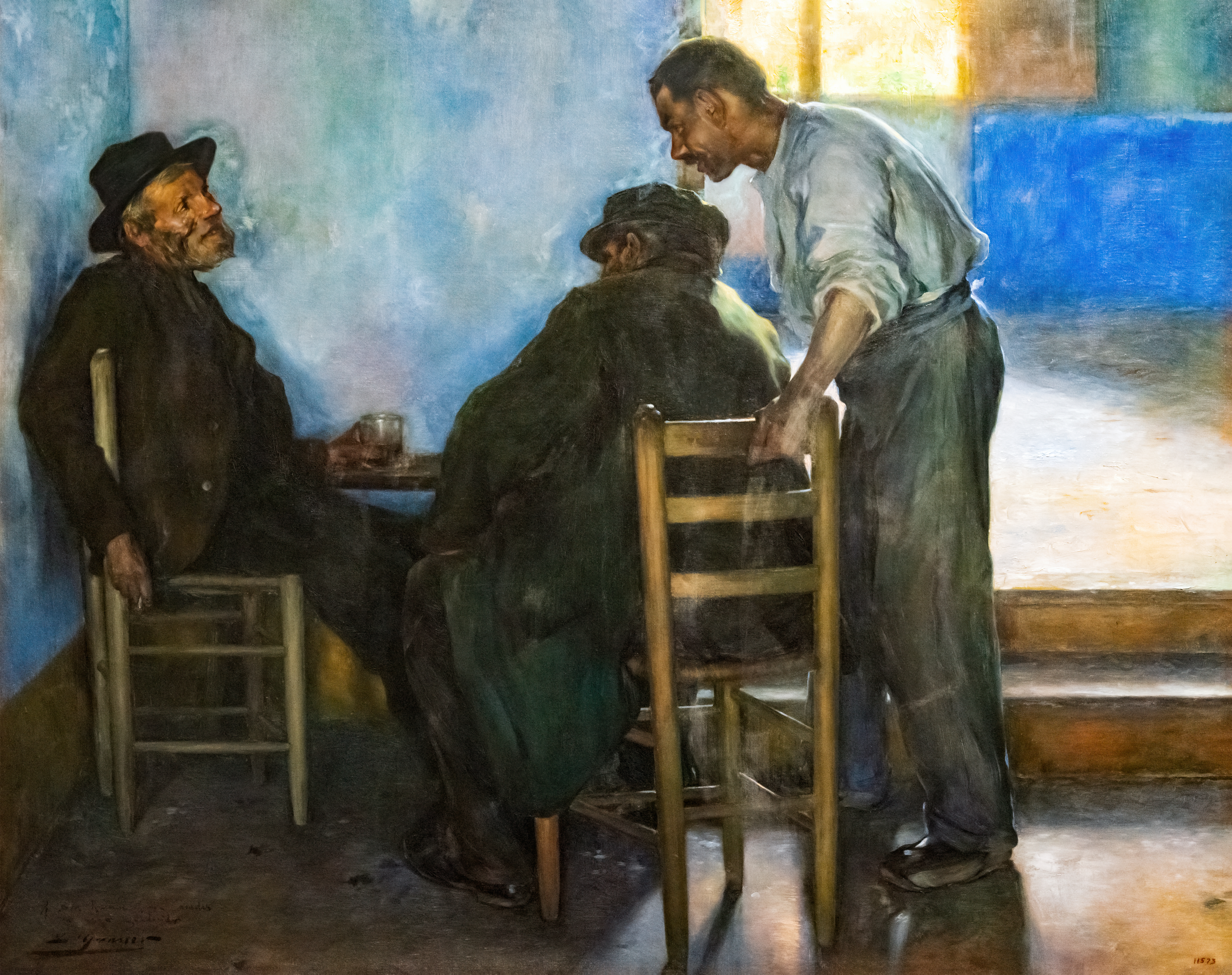
Interior de taverna - Museu Nacional d'Art de Catalunya